# Primera globalización (siglo XIX)

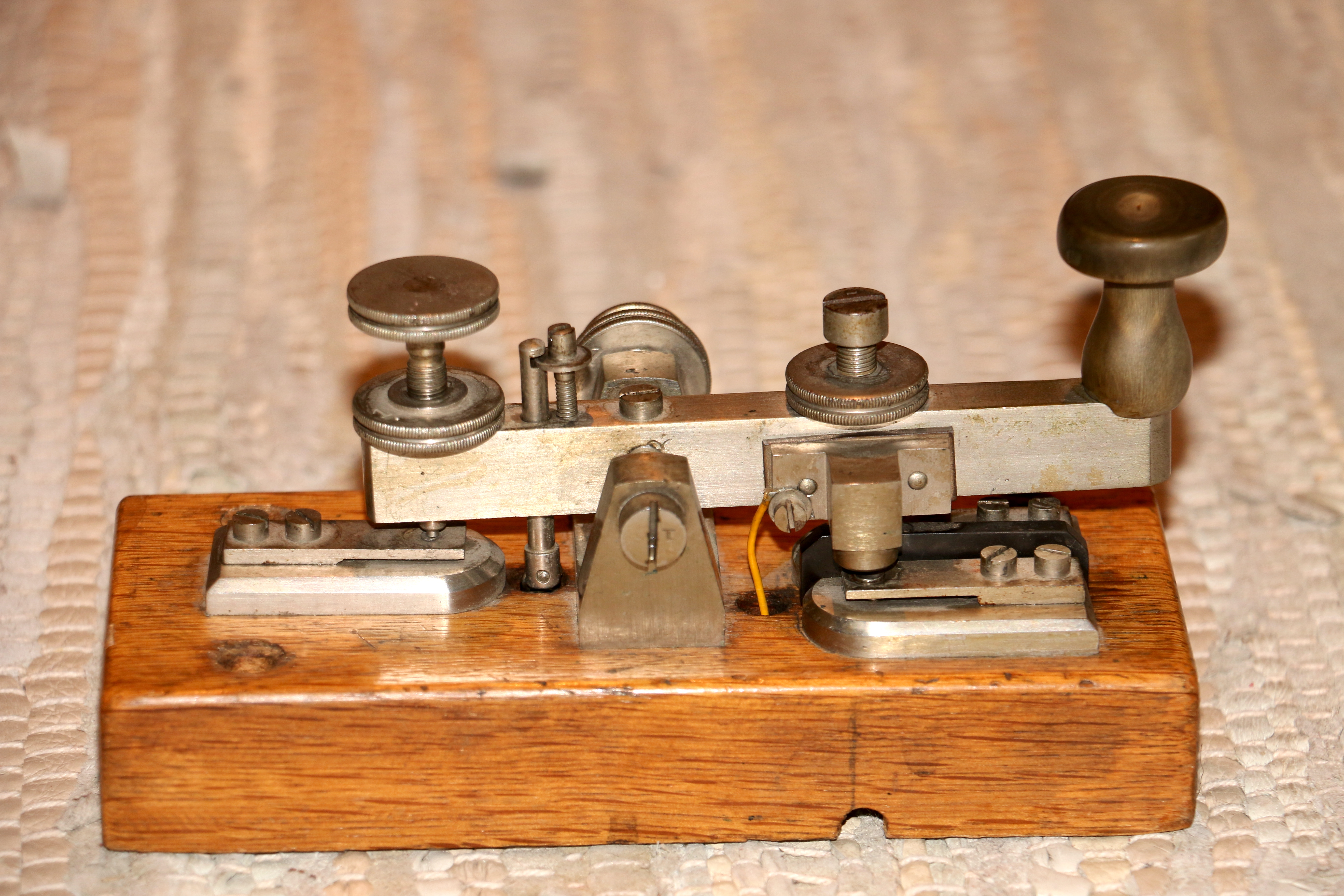
Un telégrafo usado para emitir en código morse.

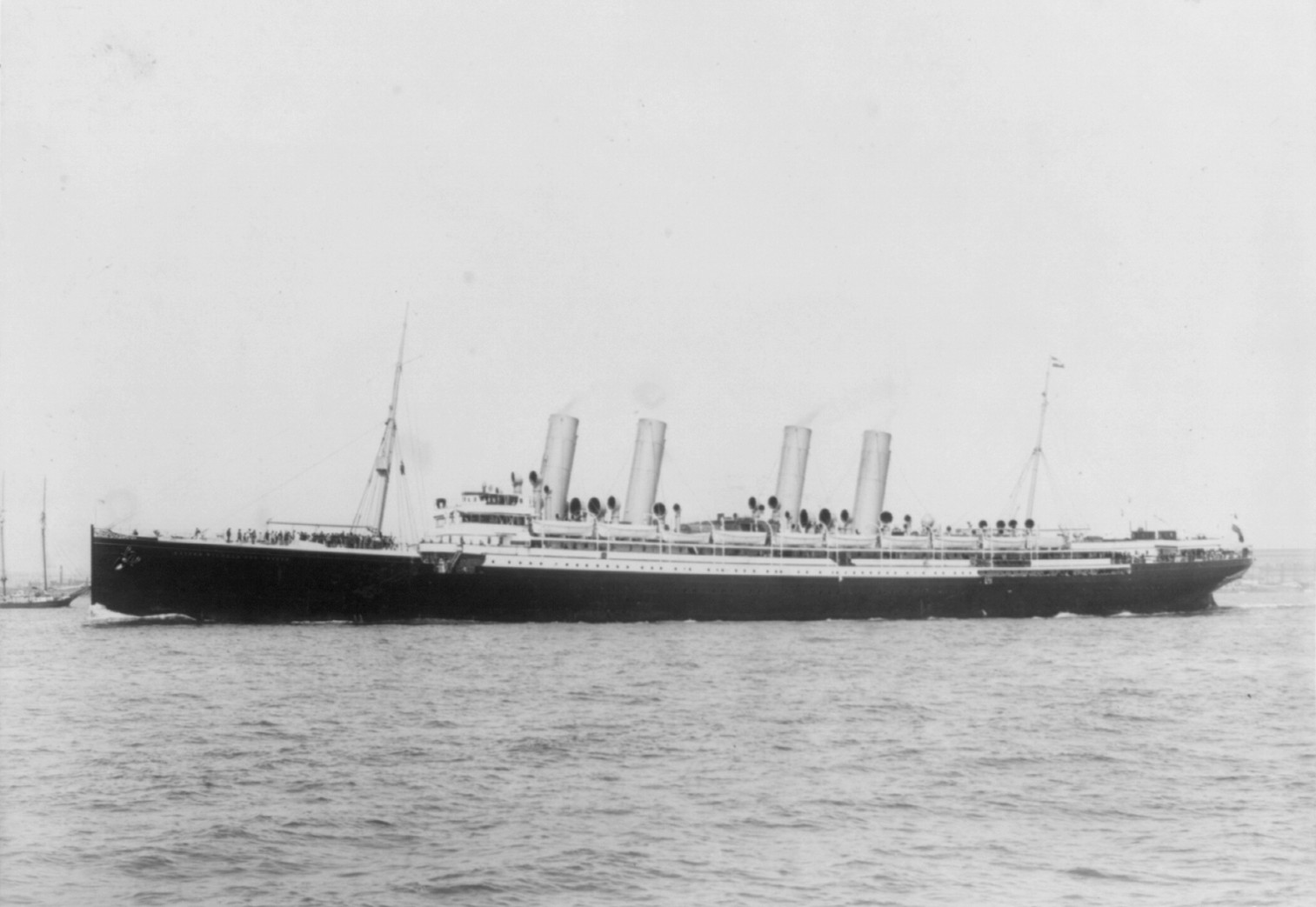
El transatlántico, un barco de vapor. Principal medio moderno de los viajes transoceánicos durante más de un siglo.

Primera globalización es término utilizado por algunos historiadores económicos para designar el período de expansión del comercio y las finanzas que tuvo lugar entre 1870 y 1914, caracterizado por el fuerte aumento de los flujos de tres magnitudes fundamentales: el comercio internacional, los movimientos de capitales y las migraciones masivas de personas en el planeta y que dieron lugar al surgimiento de un mercado mundial de productos y de factores de producción y a una convergencia mundial de los precios de los productos.
Ese período coincide con la etapa político-económica, cultural y científica denominada Belle Époque. Por otro lado, la «segunda globalización» abarcaría 1944-1971, y conduciría a la tercera era de la globalización, iniciada en 1989 y hasta nuestros días.

## Causas
La principal causa de esta globalización fue la caída de los precios de los transportes y de las comunicaciones internacionales debido al auge del barco de vapor y el ferrocarril; la adopción internacional del patrón oro que facilitó el comercio y la inversión internacional; y un inédito periodo de paz conocido como la Belle Époque. La globalización creó cambios estructurales en la producción y el comercio y provocando la especialización económica internacional. 
El avance de los transportes también conllevó el incremento de las migraciones desde Europa, tanto de capital como de capitales. Distinguiendo por continentes la globalización trajo una convergencia entre los países europeos, Japón y Estados Unidos. Desde mediados del siglo XIX se experimentó un proceso de gran divergencia entre estos países y el resto de países americanos, asiáticos y africanos.

## Consecuencias
La primera intensificación contemporánea del mercado provocó determinados cambios en diversos ámbitos en la economía mundial:
- En la producción agraria, industrial y el comercio internacional.
- En la distribución de la renta, lo que motivaron presiones políticas de aquellos sectores perjudicados por esa nueva distribución para que se compensaran por el Estado o se cambiaran las políticas económicas.
- En la división internacional del trabajo por países, según sus ventajas comparativas y en definitiva en la especialización productiva de cada país.
- Ocasionó una convergencia entre los países y regiones más activas en la globalización como Reino Unido, Alemania, Francia, Bélgica, Estados Unidos, Argentina, Canadá, Australia y Japón.
- Se experimentó una gran divergencia entre la renta de las personas de los países ricos y el resto de países y antiguas potencias como el Imperio otomano o la China de la Dinastía Qing.
- El avance y desarrollo de los medios de transportes también conllevó el incremento de las migraciones, en particular desde Europa.